# Tratado bizantino-veneciano de 1082
El tratado bizantino-veneciano de 1082 fue un pacto comercial y defensivo entre el Imperio bizantino y la República de Venecia, en forma de bula de oro emitida por el emperador Alejo I Comneno (1081-1118). Los años anteriores al tratado, los  normandos habían infligido numerosos reveses en Italia al Imperio bizantino, así como en la costa balcánica del Adriático, en gran medida debidos a la debilidad de la Armada bizantina.
El tratado, que tenía por objetivo para los bizantinos recabar ayuda militar veneciana en las guerras contra los normandos, otorgó grandes concesiones comerciales a la República de Venecia y tuvo un gran impacto en ambos Estados. Le permitió a Venecia crear un imperio marítimo mediterráneo a costa del Imperio bizantino, que quedó económicamente debilitado, lo que a largo plazo contribuyó a su decadencia y desaparición.

## Antecedentes
Las provincias bizantinas de la Italia meridional hubieron de afrontar las acometidas de los normandos que  llegaron a Italia a principios del siglo XI. Los normandos comenzaron a avanzar lenta, pero firmemente, en la Italia bizantina durante el periodo de conflicto entre Constantinopla y Roma que terminó con el Cisma de Oriente. Roberto Guiscardo conquistó Regio, la capital del tagma de Calabria, en el 1060 y luego se apoderó de Otranto en el 1068. Bari, la principal fortaleza bizantina de Apulia, fue sitiada en agosto de 1068 y cayó en abril de 1071. El imperio afrontó una ofensiva formidable de los normandos de Roberto Guiscardo y de su hijo, Bohemundo de Tarento a comienzos del reinado del emperador Alejo I Comneno (1081-1118), que le arrebataron Dirraquio y Corfú y sitiaron Larisa, en Tesalia.
La República de Venecia había tenido una larga y estrecha relación con el Imperio Bizantino, primero como provincia fronteriza, y después, conforme la autoridad bizantina se debilitó en el Occidente, como socia comercial. La marina bizantina era en el último cuarto del siglo XI una sombra de la que había sido en el pasado; su decadencia se debía a la negligencia, la incompetencia de los oficiales y a la falta de fondos para mantenerla. Alejo Comneno hubo de solicitar auxilio a los venecianos para compensar esta situación calamitosa de su armada; Venecia dominaba el Adriático y la Dalmacia desde la década de 1070, pese a la rivalidad de los normandos.

## Proposiciones y consecuencias

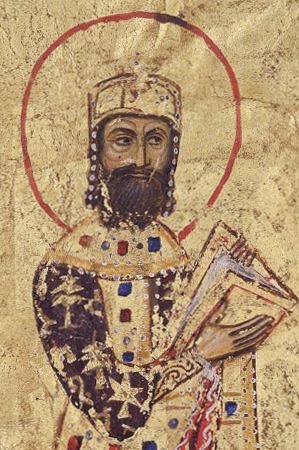
Miniatura en la que aparece representado el emperador bizantino Alejo I Comneno (1081-1118)

El Imperio bizantino hizo abundantes concesiones comerciales a a la República de Venecia de Domenico Selvo mediante una bula de oro emitida por el soberano a cambio de su socorro militar. Según el tratado, los bizantinos otorgaron a los venecianos el derecho de comerciar en todo el imperio sin pagar aranceles. Se les concedió además la gestión de las principales instalaciones portuarias de Constantinopla y varios puestos clave de la Administración Pública. El tratado también dio varios títulos honoríficos al dogo veneciano, que iban acompañados de una pensión. Finalmente, los venecianos obtenían un barrio propio en la capital imperial, con sus propias tiendas, una iglesia y una panadería.
Sin embargo, el imperio nunca recibió la ayuda militar prometida por la República de Venecia. Esta no impidió las ofensivas de los normandos, aunque sí obtuvo grandes beneficios de las nuevas ventajas que había obtenido en el tratado. Más adelante, durante el reinado del emperador Juan II Comneno (1118-1143), hijo y sucesor de Alejo I, el Imperio bizantino rechazó a renovar el acuerdo comercial de 1082 con Venecia, lo que originó represalias de los venecianos, que sitiaron muchas islas del Egeo y obligaron al emperador a ceder.
Esta serie de concesiones fue el marco que permitió fundar el imperio marítimo de Venecia. El imperio perdió copiosos recursos que le hubiesen permitido recuperarse al eximir a los venecianos del pago de impuestos por sus transacciones comerciales. Esto marcó el comienzo de su decadencia final. La falta de una flota bizantina le permitía a Venecia exigir la concesión regular de privilegios económicos, decidir si permitía o no a los normandos o a los cruzados penetrar en el imperio y frustrar toda tentativa bizantina de restringir sus actividades comerciales.